# Hospental
Hospental es una comuna suiza del cantón de Uri, situada al sur del cantón. Limita al norte con la comuna de Göschenen, al este con Andermatt, al sur con Airolo (TI), y al oeste con Realp.
Es aquí donde nace el río Reuss.